# Astragalus potaninii
Astragalus potaninii är en ärtväxtart som beskrevs av N.Ulziykh. Astragalus potaninii ingår i släktet vedlar, och familjen ärtväxter. Inga underarter finns listade i Catalogue of Life.